# Markus Löffel
Markus Löffel,  également connu sous le nom Mark Spoon, est un disc-jockey, musicien et producteur de disques de Francfort-sur-le-Main (Allemagne), né le 27 novembre 1966 et mort le 11 janvier 2006. Son nom de scène Spoon est la traduction anglaise littérale de son nom de famille : Löffel signifie cuillère en allemand, et spoon signifie cuillère en anglais. Avec Rolf Ellmer (Jam El Mar), il produit sous plusieurs noms, dont Jam & Spoon, Tokyo Ghetto Pussy (en) et Storm. Il produit et remixe également de nombreux autres artistes.
Il commence sa carrière professionnelle comme cuisinier avant de travailler comme DJ dans les années 1980. Il fait ensuite équipe avec Jam El Mar (un guitariste de formation classique) au début des années 1990. Löffel est un pionnier dans la trance et remixe des tubes célèbres, dont Go de Moby (In Dub Mix) (1992), en plus de ses productions sous d'autres labels. En 1991, il se fait appeler DJ Mark Spoon et se produit dans la discothèque l'Omen, en compagnie de Sven Väth et avec DJ Dag dans le XS, deux discothèques de Francfort. Ses plus grands succès (en Allemagne) sont ceux produits par Jam & Spoon : Follow Me en 1993, Right in the Night en 1994, et Kaleidoscope Skies en 1997.
Selon Universal Music, Löffel a été trouvé mort dans son appartement de Berlin, à la suite d'une crise cardiaque. Le 15 juillet 2006, un hommage lui a été rendu à la Love Parade de 2006 avec sa chanson populaire, Be Angeled, présenté dans le film allemand Be Angeled de Roman Kuhn en 2001, dans lequel Löffel avait joué.

## Discographie

### Albums et singles
- Jam & Spoon - Breaks Unit 1 (1991)
- Jam & Spoon - Stella (1992)
- Jam & Spoon - Right In The Night (Fall In Love With Music) (1993)
- Jam & Spoon - Tripomatic Fairytales 2001 (1993)
- Jam & Spoon - Tripomatic Fairytales 2002 (1993)
- Jam & Spoon - Follow Me (1993)
- Jam & Spoon - Find Me (Odyssey To Anyoona) (1994)
- Tokyo Ghetto Pussy - Everybody On The Floor (Pump It) (1994)
- Jam & Spoon - Angel (Ladadi O-Heyo) (1995)
- Jam & Spoon Hands On Yello: You Gotta Say Yes To Another Excess - Great Mission (1995)
- Tokyo Ghetto Pussy - I Kiss Your Lips (1995)
- Tokyo Ghetto Pussy - To Another Galaxy (1996)
- Mark Spoon & Pascal FEOS - For Citizens Of Rave City (1996)
- Jam & Spoon - Kaleidoscope (1997)
- Jam & Spoon - Kaleidoscope Skies (1997)
- Jam & Spoon - I Pulled My Gun Once / I Pulled My Gun Twice (1997)
- Storm - Storm (1998)
- Storm - Huri-Khan (1998)
- Storm - Love Is Here To Stay (1999)
- Jam & Spoon - Stella 1999 – 1992 – How Stella Got Her Groove Back (1999)
- Storm - Time To Burn (2000)
- Giorgio Moroder vs Jam & Spoon - The Chase (2000)
- Jam & Spoon - Be.Angeled (2001)
- Storm - We Love (2001)
- Jam & Spoon - Tripomatic Fairytales 3003 (2004)
- Jam & Spoon - Remixes & Club Classics (2006)

### Remixes
- Age of Love - The Age Of Love (1992)
- Moby - The Ultimate Go (1992)
- Dance 2 Trance - Power Of American Natives (1993)
- Frankie Goes to Hollywood - Relax (1993)
- Cosmic Baby - Loops Of Infinity (1994)
- Technotronic - Move This / Get Up (Before The Night Is Over) (1994)
- Pet Shop Boys - Yesterday, When I Was Mad (1994)
- New Order - Blue Monday '95 (Manuela-Mix, Andrea-Mix) (1995)
- Yello - Hands On Yello: You Gotta Say Yes To Another Excess – Great Mission (1995)
- Hr3 clubnight - Volume 3 mixé par Mark Spoon (1998)
- Rammstein - Amerika ("So kanns gehen Remix") (2004)
- Paul van Dyk feat. Wayne Jackson (de) - The Other Side (2005)
- Snap! - Beauty Queen (Spoon Club Mix) (2005)